# Герб Волжского района (Марий Эл)
Герб Волжского муниципального района является официальным символом Волжского района, символом местного самоуправления и муниципального статуса.
Положение о гербе утверждено 27 июля 2006 года решением Собрания депутатов Волжского муниципального района № 19-5. Автором герба является Ефимов И. В.

## Описание герба
Положение о гербе содержит следующее описание герба:

Лазоревый щит с серебряными ветвеелеобразным правым боковиком и серебряным дятлом с воздетыми крыльями и червленым клювом, когтями и теменем, слева сопровождаемым под крылом восемью серебряными клинчатыми крестиками, скошенным слева 4:4:3.

Символика герба:

В гербе сочетание белого и лазоревого цвета связано с наименованием района … и указывает на его приволжское расположение. А также на геральдическую связь с гербом города Волжска.
Орнамент выполненный в гербе, как ветвеелеобразный правый боковик, символизирует богатство района хвойными лесами и выражает особенно бережное отношение народа к своей природе.
Лесная птица серебряный дятел с воздетыми крыльями (центральная фигура герба) — широко распространенная птица на территории района. В гербе она символизирует трудолюбие, упорство в достижении цели, несет значение «Лесного доктора», что является важным в деле воспитания, уваже-ния и бережного, рационального отношения к природе.
Дятел, как основная фигура герба выражает яркую отличительность муниципального образования «Волжский район», так как он не часто встречается в геральдике. Под крылом дятла расположены одиннадцать клинчатых крестиков, распространенных в орнаменте марийских вышивок. В композиции герба серебряные клинчатые крестики обозначают наличие восьми муниципальный образований (городского и сельских поселений), расположенных на территории муниципального образования «Волжский муниципальный район».

Основные цвета (тинктуры) герба:

Лазоревый — символ чести, преданности, верности, искренности и истины. Символ красоты. Возвышенных устремлений и безупречной репутации.
Серебряный (белый) — символ простоты. Ясности, совершенства и чистоты. Выражает мудрость, мир, благородство и открытость. В христианстве — символ жизни, божественного мира и святости. У народа мари — белый цвет наиболее почитаем, символизирует белый свет, пространство мироздания.

## История
С 2003 по 2006 г. герб Волжского района совпадал с настоящим, за исключением количества серебряных клинчатых крестов, их было одиннадцать. Возможно поэтому в описании нынешнего герба порой можно встретить опечатку в количестве крестов.